# Cerato

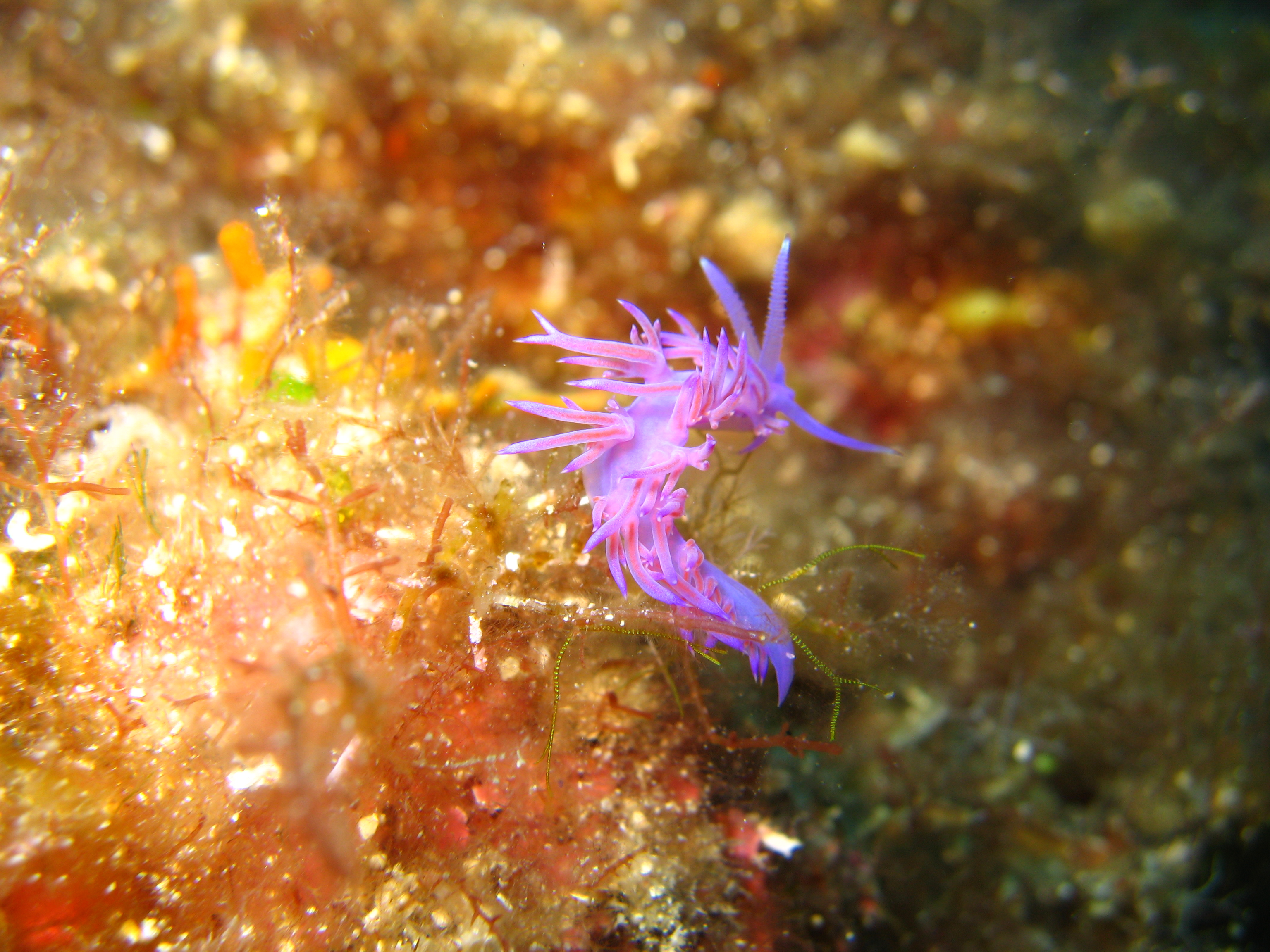
Una Flabellina affinis. La parte terminale dei cerati contiene gli cnidocisti degli Hydrozoa di cui si nutre.

Un cerato (plurale cerati o, spesso, cerata) è una protuberanza cutanea tipica del sottordine Cladobranchia dei molluschi nudibranchi.
Queste appendici cutanee hanno funzione respiratoria (alla stregua del ciuffo branchiale), digestiva e spesso difensiva.
Alcune specie che si nutrono di Cnidaria, come la Flabellina affinis o la Cratena peregrina, sono soliti immagazzinare le cellule urticanti (dette cnidoblasti) all'interno dei cerati a scopo difensivo, dopo averle trasferite in appositi cnidosacchi.